# Вулиця Богдана Хмельницького (Іллінці)
Ву́лиця Богдана Хмельницького  — вулиця в місті Іллінці Вінницької області.

## Розташування
Знаходиться у північній састині міста.
Бере початок від Іллінецької районної лікарні, закінчується біля колошнього господарства у мікрорайоні Морозівка.
Простягається із заходу на схід, перетинаючись із  вулицею Залізнодорожною.

## Історія
Вулиця виникла як об'їздна дорога за селом Джупинівка.
На початку 1980 р. , із будівництвом в магістрального газопроводу Уренгой—Ужгород. На вулиці був збудований бетонний завод, їдальня (зараз меблевий цех), та будинки зі збірних панелей для будівельників і працівників газокомпресорної станції №36.

## Назва
Свою назву  — Богдана Хмельницького — вулиця отримала,  10 січня 1987 року, після приєднання сіл Джупинівка і Морозівка до міста Іллінці, на честь українського гетьмана,  видатного державного діяча доби Козаччини, Богдана Хмельницького. 